# McDonnell Douglas MD-12
McDonnell Douglas MD-12 var McDonnell Douglas' design af et højkapacitetsfly i 1990'erne. Flyet var foreslået som en superjumbo, hvis udseende minder meget om Airbus A380'eren. Projektet blev aldrig til noget, men havde den været bygget, ville den have været på størrelse med en 747 Jumbojet, dog med et forlænget øverste dæk, hvilket ville have medført en højere passagerkapacitet. Der blev ikke afgivet nogen ordrer på MD-12, og projektet blev derefter opgivet.

## Design og udvikling

### Baggrund
McDonnell Douglas havde overvejet en forbedret og forlænget version af tremotors-modellen MD-11, navngivet MD-12X med et muligt lavt passagerdæk i flyets forende med panoramavinduer. McDonnell Douglas' bestyrelse besluttede i oktober 1991 at tilbyde flyselskaberne MD-12X-designet. MD-12X havde en længde på 72 m og et vingespænd på 64,39 m. I november 1991 underskrev McDonnell Douglas og Taiwan Aerospace Corporation en samarbejdsaftale med henblik at danne et nyt selskab, der skulle fremstille den nye flymodel. Det nye selskab skulle have McDonnell Douglas som majoritetsaktionær (51%) og Taiwan Aerospace (40%) og andre asiatiske selskaber (9%) skulle have de resterende aktier.

### Finansielle bekymringer
I slutningen af 1991 forberedte McDonnell Douglas en opsplitning af sine civile og militære afdelinger for at kunne rejse 4 mia. USD, som udviklingsomkostningerne til MD12X blev anslået til at udgøre. Ved at adskille den omkostningstunge udvikling af det militære fly C-17, som havde drænet firmaets resurser fra de lukrative civile passagerfly MD-80 og MD-11, ville det være nemmere at tiltrække udenlandske investorer til MD-12X-projektet.

### Et nyt design
Planerne ændredes nu til den meget større MD-12 med fire motorer og to passagerdæk i hele flykroppens længde. For de almindelige MD-12-varianter blev der arbejdet med en længde på 63 m, et vingespænd på 64,54 m og en flykrop, der var 7,4 m høj og 8,5 m bred.
McDonnell Douglas løftede sløret for sit MD-12-design i april 1992. Dette design lignede koncepterne for flyene Airbus A3XX og Boeing NLA, og flyet ville have været større end Boeing 747, som MD12 ville skulle konkurrere med. Douglas havde også udført et mindre dobbeltdækkerdesign i 1960'erne.
MD12's jomfrufærd var planlagt til at finde sted i slutningen af 1995 og de første leverancer skulle have været gennemført i 1997. På trods af en aggressiv markedsføring og begejstring, især blandt luftfartsmedierne, så blev der ikke afgivet nogen ordrer, og flyet blev opgivet efter at Taiwan Aerospace forlod projektet.

### MD-XX
Efter afslutningen af MD-12-programmet fokuserede McDonnell Douglas på udvikling af et fly, baseret på MD-11 med 300-400 siddepladser. Ved Farnborough International Air Show i 1996 præsenterede firmaet planer om et nyt jetfly med tre motorer med et stort antal siddepladser og en lang rækkevidde ved navnet "MD-XX". MD-XX blev udbudt i 2 varianter; en MD-XX Stretch med en længere flykrop og en MD-XX LR med længere rækkevidde. Begge MD-XX-varianter havde et vingespænd på 64,5 m, det samme som MD-12'eren. MD-XX Stretch var forlænget med 9,7 m i forhold til MD-11 og havde 375 siddepladser i en typisk opsætning med 3 klasser og pladser til 515 alene med økonomiklasse om bord. Rækkevidden ville være 13.000 km. MD-XX LR havde samme længde som MD-11, havde 309 siddepladser ved tre klasser om bord, og havde en rækkevidde på 15.400 km. Bestyrelsen i McDonnell Douglas Corporation besluttede sig for at afslutte MD-XX-programmet i oktober 1996 med den begrundelse, at den finansielle investering i programmet var for stor for virksomheden.

## Varianter
MD-12 blev tilbudt i følgende foreslåede varianter:
- MD-12 HC (High Capacity, stor kapacitet)
- MD-12 LR (Long Range, langdistance)
- MD-12 ST (Stretch, forlænget version)
- MD-12 Twin (med to motorer)

## Specifikationer (MD-12 High Capacity)
- Mandskab i cockpit: 2 (pilot og andenpilot)
- Siddepladser: 430 passagerer ved tre klasser, op til 511 passagerer ved udelukkende økonomiklasssepladser
- Længde: 63,40 m
- Vingespænd: 64,92 m
- Højde: 22,55 m
- Areal i alt: 543,1 m²
- Tom vægt: 187.650 kg
- Maksimal startvægt: 430.500 kg
- Motorer: 4x General Electric CF6 CF6-80C2, 4x 274 kN
- Maksimal hastighed: Mach 0.85 (1.050 km/h)
- Rækkevidde: 14.825 km